# Жариков, Дмитрий Сергеевич
Дмитрий Сергеевич Жариков (род. 8 марта 1984 года) — спортсмен. Мастер спорта России международного класса по гребле на байдарках и каноэ (2003).

## Биография
Родился 8 марта 1984 года в г. Свердловске.
Занимался спортом в СДЮШОР в Уфе греблей на байдарках и каноэ у тренеров Н. А. Попов, Н. А. Попова.
В 2005 году окончил Уральскую государственную академию физической культуры. С 2001 года входил в сборную команду России по гребле на байдарках и каноэ.

## Достижения
- Серебро (2003, 2004 — на дистанциях 500 и 2000 м) и бронза (2004 — на дистанции 2000 м)

- Призёр чемпионатов России на байдарках-одиночках, байдарках -двойках, байдарках -четвёрках.

- Победитель первенств мира (2001), Европы (2-кратный, 2002) и России (2-кратный, 2002; 2003, 2004)

- Серебряный призёр первенств России (2-кратный, 2001; 2002, 2003) на дистанциях 500, 1000 и 2000 м на байдарках среди юниоров.